# Одеса (Вашингтон)
Одеса (енгл. Odessa) град је у америчкој савезној држави Вашингтон. По попису становништва из 2010. у њему је живело 910 становника.

## Демографија
Према попису становништва из 2010. у граду је живело 910 становника, што је 47 (4,9%) становника мање него 2000. године.
| Група             | 2000.       | 2010.       |
| Белци             | 929 (97,1%) | 856 (94,1%) |
| Афроамериканци    | 2 (0,2%)    | 3 (0,3%)    |
| Азијати           | 0 (0,0%)    | 2 (0,2%)    |
| Хиспаноамериканци | 12 (1,3%)   | 24 (2,6%)   |
| Укупно            | 957         | 910         |